# 李存信 (武將)
李存信（862年—902年），本姓張，父張君政，回鶻懷化郡王李思忠之部人。大中初年，隨同李思忠內附大唐，因此家在雲中之合羅川。
李存信聰慧機敏而多計謀，通曉四夷語言，能識別六蕃書，善於戰事，懂得兵勢。初為沙陀軍李國昌親信，跟從李克用入關平定黃巢之亂，才開始補發軍職，賜與姓名，十三太保中排行第四。大順元年（890年），累功遷至馬步都校，與李存孝擊張濬軍於平陽。當時李存孝驍勇冠絕，軍中皆對他退讓，惟獨李存信與他爭功，因此互相厭惡對方，形同水火。及至其後平定潞州，李存孝以其此軍功冀望領節度，既而康君立被授旄鉞，李存孝因而大怒，大肆剽掠潞州居民，燒毀城中房屋，言發流涕，懷疑李存信排斥自己之原故。明年，李存孝取得邢、洺二州，李克用才授與他節鉞。李存孝憂慮李存信離間，意欲立下大功以勝存信，屢次向李克用請兵，又請求兼任鎮、冀二州，因李存信進行離間，李克用不准許。大順二年（891年），李克用大舉侵略山東地區，以李存信為蕃漢馬步都校，李存孝聽聞後大怒，李克用又下令李存信取代他，李存孝因而謀叛。李存孝既誅，以李存信為蕃漢都校。跟從李克用討伐李匡儔，招降赫連鐸、白義誠，以軍功檢校右仆射，又跟從李克用入關討伐王行瑜，加為檢校司空，領郴州刺史。
乾寧三年（896年），宣武節度使朱溫攻打兗州泰寧軍節度使朱瑾及鄆州天平軍節度使朱瑄，兩人向李克用求救，李克用派遣李存信假道魏博，屯兵於莘縣，與朱瑄合勢以抵抗宣武軍。朱溫以為大患，遂遣使離間魏博節度使羅弘信。因李存信劫掠魏博居民，激怒了羅弘信，遂與朱溫結盟，乃出兵三萬以攻河東軍。李存信斂眾而退，為魏博軍所薄，丟棄輜重，退保洺州，損失兩、三成軍士。李克用大怒，出師進攻魏博，屠殺陷落的諸邑。五月，李存信駐軍於洹水，宣武軍將領葛從周、氏叔琮到來援魏博軍，李存信與李克用之子鐵林都將落落遇宣武軍於洹水以南，宣武軍為陷馬坎以等待，李存信戰敗，落落被擒殺。九月，李存信打敗葛從周於宗城，乘勝至魏州的北門。明年（897年），聽聞兗州、鄆州皆陷落，乃班師回河東。八月，跟從李克用討伐劉仁恭，大軍駐扎安塞，為燕軍所敗。李克用大怒，責備李存信不能代他領軍抵抗燕軍，李存信險些被處死，頓首謝罪得免。自此李存信感到懼怕，光化年間以後經常稱病，李克用以兵權授與李嗣昭，只封李存信為右校。天復二年（902年）十月，李存信在晉陽病逝，死時四十一歲。

## 延伸阅读
[在维基数据编辑]
 《舊五代史·卷53》，出自薛居正《舊五代史》
 《新五代史/卷36》，出自歐陽修《新五代史》